# Iolanda Čen
Iolanda Evgen'evna Čen (in russo Иоланда Евгеньевна Чен?; Mosca, 26 luglio 1961) è un'ex triplista e lunghista russa, fino al 1991 sovietica.

## Palmarès

### Mondiali
- 1 medaglia[1]:
  - 1 argento (Stoccarda 1993 nel salto triplo)

### Mondiali indoor
- 2 medaglie[1]:
  - 1 oro (Barcellona 1995 nel salto triplo)
  - 1 argento (Toronto 1993 nel salto triplo)

### Europei indoor
- 1 medaglia[2]:
  - 1 argento (L'Aia 1989 nel salto in lungo)

## Altre competizioni internazionali
1993
- Coppa Europa di atletica leggera ( Roma)[1]